# Jesús Castillo
Jesús Abdallah Castillo Molina (Callao, 11 juni 2001) is een Peruviaans voetballer die doorgaans als middenvelder speelt. Hij verruilde Gil Vincente voor Universitario in juli 2025.

## Clubstatistieken
| Seizoen     | Club             | Competitie    | Competitie | Competitie | Competitie | Beker | Beker | Beker | Internationaal | Internationaal | Internationaal | Totaal | Totaal | Totaal |
| Seizoen     | Club             | Competitie    | Wed.       | Dlp.       | Ass.       | Wed.  | Dlp.  | Ass.  | Wed.           | Dlp.           | Ass.           | Wed.   | Dlp.   | Ass.   |
| ----------- | ---------------- | ------------- | ---------- | ---------- | ---------- | ----- | ----- | ----- | -------------- | -------------- | -------------- | ------ | ------ | ------ |
| 2020        | Sporting Cristal | Liga 1        | 18         | 0          | 0          | 0     | 0     | 0     | 0              | 0              | 0              | 18     | 0      | 0      |
| 2021        | Sporting Cristal | Liga 1        | 26         | 1          | 0          | 3     | 0     | 0     | 7              | 0              | 0              | 36     | 1      | 0      |
| 2022        | Sporting Cristal | Liga 1        | 32         | 2          | 0          | 0     | 0     | 0     | 6              | 0              | 0              | 38     | 2      | 0      |
| 2023        | Sporting Cristal | Liga 1        | 14         | 0          | 1          | 0     | 0     | 0     | 11             | 0              | 1              | 25     | 0      | 2      |
| Club Totaal | Club Totaal      | Club Totaal   | 90         | 3          | 1          | 3     | 0     | 0     | 24             | 0              | 1              | 117    | 3      | 2      |
| 2023/24     | Gil Vicente      | Liga Portugal | 11         | 0          | 0          | 2     | 0     | 0     | —              | —              | —              | 13     | 0      | 0      |
| 2024/25     | Gil Vicente      | Liga Portugal | 15         | 0          | 0          | 3     | 0     | 0     | —              | —              | —              | 18     | 0      | 0      |
| Club Totaal | Club Totaal      | Club Totaal   | 26         | 0          | 0          | 5     | 0     | 0     | 0              | 0              | 0              | 31     | 0      | 0      |
| 2025        | Universitario    | Liga 1        | 5          | 0          | 1          | 0     | 0     | 0     | 1              | 0              | 0              | 6      | 0      | 1      |
| Club Totaal | Club Totaal      | Club Totaal   | 5          | 0          | 1          | 0     | 0     | 0     | 1              | 0              | 0              | 6      | 0      | 1      |
| Totaal      | Totaal           | Totaal        | 121        | 3          | 2          | 8     | 0     | 0     | 25             | 0              | 1              | 154    | 3      | 3      |

## Interlandcarrière
Jesús werd in 2022 voor het eerst opgeroepen voor Peru, op 16 januari 2022 maakte hij zijn debuut in een 1-1 gelijkspel in een oefeninterland tegen Panama. In deze wedstrijd liet bondscoach Ricardo Gareca hem starten aan de wedstrijd en werd hij na 69 minuten vervangen door Renzo Garcés. In 2024 nam hij met Peru deel aan de Copa América, Peru raakte echter niet verder dan de groepsfase waarin Jesús enkel in de laatste groepswedstrijd aan speelminuten kwam. Hij werd tijdens de rust ingebracht voor Wilder Cartagena.